# Yanqui

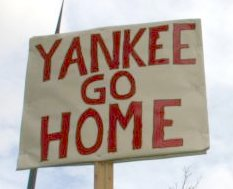
Detalle de imagen: Yankee go home (Liverpool).

Yanqui o yanki son formas españolizadas del inglés yankee y su contracción yank. Es un vocablo referido a los estadounidenses de origen europeo, pero sus diversos significados dependen del contexto y pueden referirse tanto a los habitantes de Nueva Inglaterra, los residentes del norte de los Estados Unidos o los estadounidenses en general, independientemente de su origen étnico o raza. Según el Oxford English Dictionary, es "un apodo para un nativo o habitante de Nueva Inglaterra o, más ampliamente, de los estados del norte en general".
Fuera de los Estados Unidos, «yanqui» se usa coloquialmente para referirse a una persona, por extensión una expresión, costumbre o incluso objeto, estadounidense. Ha sido especialmente popular en el Reino Unido, Irlanda, Sudáfrica, Australia y Nueva Zelanda, donde se puede usar de diversas formas con un matiz no elogioso, cariñoso o cordial. En el sur de los Estados Unidos, yanqui es un término despectivo que se refiere a todos los norteños, y durante la guerra civil estadounidense el Ejército de los Estados Confederados lo aplicaron a los soldados del Ejército de la Unión en general. En otras partes de los Estados Unidos, se refiere en gran medida a las personas de los estados del noreste, pero especialmente a aquellos con lazos culturales de Nueva Inglaterra, como los descendientes de los colonos de Nueva Inglaterra. Su sentido es a veces más cultural que geográfico, enfatizando las creencias y tradiciones  puritanas de aquellos que se establecieron fuera de Nueva Inglaterra. El dialecto del inglés propio del este de Nueva Inglaterra se llama "dialecto yanqui".

## Etimología
La mayoría de los lingüistas consideran que yanqui proviene del neerlandés, en el marco de la amplia interacción entre los colonos de Nueva Amsterdam (Nueva York, partes de Nueva Jersey y Delaware) y los ingleses en Nueva Inglaterra (Massachusetts, Rhode Island y Connecticut). Sin embargo, la aplicación exacta es incierta; algunos eruditos sugieren que era un término usado para burlarse de los colonos holandeses, otros que se burlaba de los colonos ingleses.
Michael Quinion y Patrick Hanks argumentan que el término proviene del holandés Janneke, una forma diminuta del nombre de pila Jan (que sería anglicanizado por los habitantes de Nueva Inglaterra como Yankee debido a que la pronunciación holandesa de J es la misma que la de inglés) y el Oxford English Dictionary llama a esta teoría "quizás la más plausible".
Alternativamente, los nombres de pila holandeses Jan (holandés: [jɑn]) y Kees (holandés: [keːs]) han sido comunes durante mucho tiempo, y los dos a veces se combinan en un solo nombre (Jan Kees). Su ortografía anglicana Yankee podría, de esta manera, haber sido utilizada para burlarse de los colonos holandeses. El nombre elegido, Jan Kees, puede haberse inspirado en parte en una interpretación dialectal de Jan Kaas ("Juan Queso"), el apodo genérico que los holandeses del sur usaban para sus compatriotas del norte.

## Uso del término
En algunas partes del mundo, particularmente en los países de América Latina y Asia Oriental, yanqui se asocia a veces con el antiamericanismo y se utiliza en expresiones como: Yankees go home o «luchemos contra el yanqui, enemigo de la humanidad». En España, sin embargo, al igual que en Gran Bretaña o en otras áreas donde se habla inglés, el vocablo se usa simplemente para referirse a alguien de los EE. UU., ya sea familiar, broma o despectivamente, sin énfasis en este último uso. Esto también puede ser el caso en muchos países de Hispanoamérica. En el español de Venezuela es frecuente la palabra pitiyanqui, probablemente derivado de pequeño yankee o petit yanqui, un término despectivo para referirse a los que profesan una admiración exagerada para cualquier cosa proveniente de los Estados Unidos.
En inglés el primer registro de la palabra es la canción Yankee Doodle, que escribieron los británicos para burlarse de los colonos nativos de la Nueva Inglaterra. Durante la revolución de 1776 los estadounidenses sublevados contra la metrópoli inglesa cantaban esta estereotipada canción casi como un himno que los identificaba.
Según el poeta estadounidense E. B. White (1899-1985):

Para los extranjeros, un yanqui es un estadounidense.

Para los estadounidenses, un yanqui es un norteño.

Para un norteño, un yanqui es alguien del este.

Para alguien del este, un yanqui es alguien de Nueva Inglaterra.

Para alguien de Nueva Inglaterra, un yanqui es un vermonteño.

Y en Vermont, un yanqui es alguien que come pastel para el desayuno.

## En la cultura popular
- Una manera cómica de nombrar a Estados Unidos es Yanquilandia (‘la tierra de los yanquis’) o Gringolandia, las cuales se popularizaron en películas, rutinas cómicas y en el habla común a lo largo de América Latina.
- En Cuba se suele utilizar la palabra «yanqui» sobre todo en el discurso oficial y con un sentido las más de las veces negativo, mientras que la palabra «yuma» tiene una alta frecuencia de uso en el habla como gentilicio apreciativo, o como nombre del país (la Yuma / el Yuma). No se conoce el origen de este uso. También se utilizó mucho la palabra gringo, pero ha ido quedando atrás.
- En Japón a fines del siglo XIX, a los japoneses se los llamó "los yanquis del este" en reconocimiento a su laboriosidad e impulso por la modernización.[3] Desde finales de la década de 1970, el término "Yankī" también se ha utilizado para referirse a un tipo de delincuente juvenil.[4]
- En Venezuela se usa el término pitiyanqui ―que deriva de petit yankee (‘pequeño yanqui’ en inglés)― para designar a los que profesan una admiración exagerada y a menudo ridícula por los Estados Unidos. Surgió alrededor de 1941 en la industria petrolera y ha recobrado actualidad en años recientes.
- El expresidente de Venezuela, Hugo Chávez, solía usar este apodo en algunos discursos y comúnmente en el programa Aló Presidente, cuando criticaba las políticas de Estados Unidos. Asimismo, este apodo ha sido usado por algunos gobernantes hispanoamericanos de la marea rosa, como el boliviano Evo Morales, el ecuatoriano Rafael Correa, el nicaragüense Daniel Ortega y los hermanos cubanos Fidel y Raúl Castro, entre otros.
- El expresidente y militar argentino Juan Domingo Perón utilizó reiteradas veces la palabra yanqui para referirse a los estadounidenses en muchos de sus discursos y en su entrevista cinematográfica Perón, La revolución justicialista.[5]
- Los Yankees de Nueva York (equipo de béisbol de las Grandes Ligas de los Estados Unidos) han popularizado aún más el vocablo en todo el mundo.